# Linda Bos
Linda Bos (Hoorn, 6 mei 1986) is een Nederlands voetballer die sinds 2010 uitkomt voor FC Medemblik. Van 2007 tot 2010 speelde ze voor AZ.

## Carrière
Bos begon haar voetbalcarrière bij sv D.E.K., waarna ze vertrok naar Fortuna Wormerveer. In 2007 maakte ze de overstap naar AZ om mee te doen in de nieuwe Eredivisie voor Vrouwen. In 2008, 2009 en 2010 werd ze landskampioen met de club. Na drie jaar vertrok ze bij de club en ging bij FC Medemblik spelen.
Inmiddels is Bos minder actief in het voetbal en houdt ze zich bezig met haar professionele carrière.

## Erelijst
- Landskampioen: 2008, 2009, 2010 (AZ)

## Statistieken
| Seizoen | Club | Land      | Competitie | Wedstrijden | Doelpunten |
| ------- | ---- | --------- | ---------- | ----------- | ---------- |
| 2007/08 | AZ   | Nederland | Eredivisie | ?           | ?          |
| 2008/09 | AZ   | Nederland | Eredivisie | 14          | 0          |
| 2009/10 | AZ   | Nederland | Eredivisie | 18          | 0          |